# Рю Хан Су
Рю Хан Су (кор. 류한수; нар. 1 лютого 1988) — південнокорейський борець греко-римського стилю, срібний призер та дворазовий чемпіон світу, срібний, бронзовий призер та чотириразовий чемпіон Азії, дворазовий чемпіон Азійських ігор, учасник двох Олімпійських ігор.

## Біографія
Боротьбою займається з 1999 року. Був бронзовим призером на чемпіонатах світу серед юніорів 2006 та 2007 років. Чемпіон Азії серед юніорів 2006 та 2008 років.

## Спортивні результати на міжнародних змаганнях

### Виступи на Олімпіадах
| Змагання                    | Збірна         | Вагова категорія                 | Місце |
| --------------------------- | -------------- | -------------------------------- | ----- |
| Літні Олімпійські ігри 2016 | Південна Корея | греко-римська боротьба, до 66 кг | 5     |
| Літні Олімпійські ігри 2020 | Південна Корея | греко-римська боротьба, до 67 кг | 7     |

### Виступи на Чемпіонатах світу
| Змагання                        | Збірна         | Вагова категорія                 | Місце  |
| ------------------------------- | -------------- | -------------------------------- | ------ |
| Чемпіонат світу з боротьби 2013 | Південна Корея | греко-римська боротьба, до 66 кг | Золото |
| Чемпіонат світу з боротьби 2015 | Південна Корея | греко-римська боротьба, до 66 кг | Срібло |
| Чемпіонат світу з боротьби 2017 | Південна Корея | греко-римська боротьба, до 66 кг | Золото |
| Чемпіонат світу з боротьби 2018 | Південна Корея | греко-римська боротьба, до 67 кг | 26     |
| Чемпіонат світу з боротьби 2019 | Південна Корея | греко-римська боротьба, до 67 кг | 8      |
| Чемпіонат світу з боротьби 2021 | Південна Корея | греко-римська боротьба, до 67 кг | 24     |
| Чемпіонат світу з боротьби 2022 | Південна Корея | греко-римська боротьба, до 67 кг | 8      |

### Виступи на Чемпіонатах Азії
| Змагання                       | Збірна         | Вагова категорія                 | Місце  |
| ------------------------------ | -------------- | -------------------------------- | ------ |
| Чемпіонат Азії з боротьби 2014 | Південна Корея | греко-римська боротьба, до 66 кг | Бронза |
| Чемпіонат Азії з боротьби 2015 | Південна Корея | греко-римська боротьба, до 66 кг | Золото |
| Чемпіонат Азії з боротьби 2018 | Південна Корея | греко-римська боротьба, до 67 кг | 7      |
| Чемпіонат Азії з боротьби 2019 | Південна Корея | греко-римська боротьба, до 67 кг | Золото |
| Чемпіонат Азії з боротьби 2020 | Південна Корея | греко-римська боротьба, до 67 кг | Золото |
| Чемпіонат Азії з боротьби 2021 | Південна Корея | греко-римська боротьба, до 72 кг | Золото |
| Чемпіонат Азії з боротьби 2022 | Південна Корея | греко-римська боротьба, до 67 кг | Срібло |
| Чемпіонат Азії з боротьби 2023 | Південна Корея | греко-римська боротьба, до 67 кг | 10     |

### Виступи на Азійських іграх
| Змагання           | Збірна         | Вагова категорія                 | Місце  |
| ------------------ | -------------- | -------------------------------- | ------ |
| Азійські ігри 2014 | Південна Корея | греко-римська боротьба, до 66 кг | Золото |
| Азійські ігри 2018 | Південна Корея | греко-римська боротьба, до 67 кг | Золото |
| Азійські ігри 2022 | Південна Корея | греко-римська боротьба, до 67 кг | 7      |

### Виступи на Кубках світу
| Змагання                    | Збірна         | Вагова категорія                 | Місце |
| --------------------------- | -------------- | -------------------------------- | ----- |
| Кубок світу з боротьби 2014 | Південна Корея | греко-римська боротьба, до 66 кг | 6     |

### Виступи на інших змаганнях
| Змагання                                                     | Збірна         | Вагова категорія                 | Місце  |
| ------------------------------------------------------------ | -------------- | -------------------------------- | ------ |
| Гран-прі Словенії з боротьби 2011                            | Південна Корея | греко-римська боротьба, до 60 кг | Золото |
| Турнір Дана Колова — Николи Петрова 2011                     | Південна Корея | греко-римська боротьба, до 60 кг | Бронза |
| Турнір «Олімпія» 2014                                        | Південна Корея | греко-римська боротьба, до 66 кг | Бронза |
| Гран-прі Іспанії з боротьби 2015                             | Південна Корея | греко-римська боротьба, до 66 кг | Бронза |
| Меморіал Іона Корнеану 2015                                  | Південна Корея | греко-римська боротьба, до 66 кг | Бронза |
| Меморіал Болата Турлиханова 2015                             | Південна Корея | греко-римська боротьба, до 66 кг | Золото |
| Золотий Гран-прі з боротьби 2015                             | Південна Корея | греко-римська боротьба, до 66 кг | 14     |
| Кубок Владислава Пітласинські 2016                           | Південна Корея | греко-римська боротьба, до 66 кг | Срібло |
| Меморіал Болата Турлиханова 2017                             | Південна Корея | греко-римська боротьба, до 66 кг | 5      |
| Міжнародний меморіал Дейва Шульца 2017                       | Південна Корея | греко-римська боротьба, до 67 кг | Срібло |
| Гран-прі Угорщини з боротьби 2019                            | Південна Корея | греко-римська боротьба, до 67 кг | Золото |
| Турнір міста Сассарі з боротьби 2019                         | Південна Корея | греко-римська боротьба, до 67 кг | Бронза |
| Меморіал Олега Караваєва 2019                                | Південна Корея | греко-римська боротьба, до 67 кг | Срібло |
| Олімпійський кваліфікаційний турнір з боротьби 2020 (Алмати) | Південна Корея | греко-римська боротьба, до 67 кг | Срібло |
| Меморіал Імре Поляка та Яноша Варги 2023                     | Південна Корея | греко-римська боротьба, до 67 кг | Бронза |

### Виступи на змаганнях молодших вікових груп
| Змагання                                      | Збірна         | Вагова категорія                 | Місце  |
| --------------------------------------------- | -------------- | -------------------------------- | ------ |
| Чемпіонат Азії з боротьби серед юніорів 2006  | Південна Корея | греко-римська боротьба, до 60 кг | Золото |
| Чемпіонат світу з боротьби серед юніорів 2006 | Південна Корея | греко-римська боротьба, до 60 кг | Бронза |
| Чемпіонат світу з боротьби серед юніорів 2007 | Південна Корея | греко-римська боротьба, до 60 кг | Бронза |
| Чемпіонат Азії з боротьби серед юніорів 2008  | Південна Корея | греко-римська боротьба, до 60 кг | Золото |